# Westport (stacja kolejowa)
Westport (ang: Westport railway station) – stacja kolejowa w miejscowości Westport, w hrabstwie Mayo, w Irlandii. Znajduje się na linii Dublin – Westport/Galway. 
Stacja jest zarządzana i obsługiwana przez Iarnród Éireann.
Stanowi stację końcową dla linii z Dublina.

## Historia
Stacja została otwarta w dniu 16 listopada 1866 roku.

## Linie kolejowe
- Dublin – Westport/Galway